# Le Nez, ou la conspiration des non-conformistes
Pour plus de détails, voir Fiche technique et Distribution.
Le Nez, ou la conspiration des non-conformistes est un film d'animation russe réalisé par Andreï Khrjanovski et sorti en 2020.

## Fiche technique
- Titre français : Le Nez, ou la conspiration des non-conformistes[1]
- Titre original : Нос или заговор нэтаких
- Réalisation : Andreï Khrjanovski
- Scénario : Andreï Khrjanovski et Yury Arabov, d'après la nouvelle Le Nez de Nicolas Gogol
- Décors :
- Costumes :
- Animation : Marina Azizyan, Alexandra Pavlova, Alexander Khramtsov, Varya Yakovleva, Alexander Boim, Anastassia Sembon et Mikhail Tumelya
- Photographie : Igor Skidan-Bosin
- Montage : Taissia Krugovykh
- Musique : Dmitri Chostakovitch
- Producteur : Anna Ostalskaya
- Sociétés de production : School Studio Shar
- Société de distribution :
- Pays d'origine :  Russie
- Langue originale : russe
- Format : couleur
- Genre : Animation
- Durée : 89 minutes
- Dates de sortie :
  - Pays-Bas : 27 janvier 2020 (Rotterdam)
  - France : 15 juin 2020 (Annecy 2020, en ligne)

## Distinctions

### Récompense
- Festival international du film d'animation d'Annecy 2020 : prix du jury pour un long métrage

### Sélection
- Kinotavr 2020 : film d'ouverture